# باغ زعفرانی
باغ زعفرانی یکی از باغ‌های تاریخی استان فارس واقع در شهر شیراز بوده‌است که در دوران قاجاریه توسط میرزا آقای تریاکی (از تاجران تریاک بوده‌است) بنا شده‌است.
ضلع شرقی این باغ به جنب خیابان رودکی و ضلع شمالی آن به سوی خیابان فردوسی بوده‌است.در حال حاضر زمین‌های این باغ به تأسیسات دیگر تبدیل شده‌است و تنها تعدادی از درختان آن در خانه‌های آن منطقه باقی مانده است.